# Nicola Collarile
Nicola Collarile (Benevento, 1895 – Roma, 1967) è stato un aviatore italiano.

## Biografia
Nicola Collarile, figlio di Gaetano Collarile e Pellegrina De Nicola, fu il primo di undici fratelli. Trascorse la sua prima infanzia a Pietrelcina e fu compagno di scuola di Francesco Forgione, il futuro Padre Pio. Trascorse la fanciullezza a Benevento, accudito anche dalla sua bisnonna Giuseppa Pucillo che era maestra elementare. Proseguì gli studi a Benevento fino al 1912, anno in cui conseguì il Diploma dell'Istituto Tecnico.
Quello stesso anno ricevette la cartolina di chiamata alla leva militare che all'epoca era della durata di due anni; dopo la lunga permanenza nel Nord Italia, fece quindi ritorno a Benevento nel 1914 con congedo illimitato e il progetto di laurearsi in ingegneria.
Nel gennaio 1915 ricevette però la chiamata alle armi e l'ordine di presentarsi al 7º Reggimento Artiglieria da Fortezza. Alla fine di quello stesso mese fu assegnato al 61° Reggimento di Fanteria come caporale. Nell'agosto del 1915 venne nominato sottotenente di complemento d'arma di fanteria effettivo e assegnato alla Brigata Campania del 30º Reggimento di Fanteria con Deposito a Nocera Inferiore; prestò giuramento il 22 agosto del 1915.
Tra il 1915 e il 1916 è sottotenente di complemento e combatte con la Brigata Campania a Gorizia sul Brenta e sull'Isonzo, nel luglio del 1916 viene ferito sul Monte Civaron ma continuò "ad impartire ordini con calma ed energia" conquistando "la forte posizione nemica" come si legge nella motivazione della medaglia d'argento al valor militare di cui fu insignito nel 1917.
Nel settembre 1916 dopo la convalescenza rientra nel 77º Reparto Fanteria frequentando il corso per Ufficiali e viene promosso, per meriti di guerra, in servizio attivo permanente. Alla fine di ottobre del 1916 giunge in zona di guerra sul fronte di Gorizia con la 396ª Compagnia Mitragliatrici Fiat. Nel febbraio del 1917 fu nuovamente ferito in battaglia e formalmente proposto per una seconda medaglia d'argento che non venne però mai assegnata poiché tutti i testimoni erano poi morti.
Nel marzo del 1917 nell'aeroporto Foggia Sud da tenente inizia l'addestramento da aviatore su velivoli FARMAN ove conseguì il brevetto superiore. Dopo pochi mesi per completare l'addestramento venne destinato al Campo Scuola di Cascina Malpensa ove nel novembre del 1917 conseguì il brevetto di pilota di bombardiere Caproni.
Nel dicembre del 1917 partì per la Campagna di Libia. Sbarcato a Tripoli si stabilì presso il campo di aviazione di Mellaha ove entrò a far parte della   12ª Squadriglia Caproni, cominciò l'addestramento sullo SVA 3, velivolo che faceva da scorta ai bombardieri Ca3, e in breve ottenne il brevetto. Nel luglio del 1918 gli fu conferita la Croce al Merito di Guerra per aver compiuto una importante ricognizione con condizioni meteorologiche proibitive sostituendo un osservatore della Squadriglia FARMAN.
Il 5 maggio 1919 gli furono inflitti tre giorni di arresto di rigore per aver volato a bassa quota nei pressi della città di Tripoli al solo fine di passare a salutare una giovane e bionda ballerina francese che aveva invitato a cena dopo aver assistito alla sua esibizione nello spettacolo di varietà che intratteneva le truppe.
Durante la sua permanenza a Tripoli fino al giugno del 1919 effettuó missioni e ricognizioni con la 12ª Squadriglia Caproni per un totale di 26 operazioni di guerra.
Nel 1941 è sul fronte russo.
Dopo lo sbarco di Anzio è alla macchia ricercato dai tedeschi e collabora con i partigiani dei Castelli Romani.
Nel 2004 gli è stato intitolato l'aeroporto di Benevento-Olivola.
Nel 2015 è stato commemorato presso la Camera di Commercio di Benevento.